# Hecun (socken)
Hecun (kinesiska: 何村, 何村乡) är en socken i Kina. Den ligger i provinsen Henan, i den centrala delen av landet, omkring 160 kilometer sydväst om provinshuvudstaden Zhengzhou. Antalet invånare är 26242. Befolkningen består av 13 235 kvinnor och 13 007 män. Barn under 15 år utgör 27,0 %, vuxna 15-64 år 64 %, och äldre över 65 år 7,0 %.
Genomsnittlig årsnederbörd är 711 millimeter. Den regnigaste månaden är september, med i genomsnitt 138 mm nederbörd, och den torraste är januari, med 5 mm nederbörd.